# Cliona patera
Coupe de Neptune
Espèce
Cliona patera, la Coupe de Neptune, est une espèce d'éponges de la famille des Clionaidae, qui fait partie de la classe très ancienne des démosponges (Demospongiae).
Les espèces de ce genre partagent, avec un seul autre genre, la possibilité de forer (par une double action mécanique et de dissolution chimique) le carbonate de calcium des coraux, des roches calcaires ou de coquilles de mollusques qu'elles colonisent.

## Répartition
Elle vit dans les eaux chaudes d'Asie du Sud-Est. Seulement deux petites populations sont connues, une au large de Singapour et une autre au large du Cambodge.

## Description
Il s'agit d'une grande éponge en forme de verre à vin, pouvant dépasser un mètre de hauteur et de diamètre.

## Écologie
Contrairement à la plupart des autres espèces de Cliona, qui vivent sur un substrat rocheux, elle préfère les fonds sableux. Elle se nourrit de plancton.

## Cliona pateraet l'Homme
Cette espèce était autrefois très prisée par les musées d'histoire naturelle et les collectionneurs. Elle était aussi utilisée comme baignoire pour les enfants en raison de ses dimensions exceptionnelles. Victime de la surpêche, elle n'avait plus été observée depuis 1907 et était considérée comme disparue. En 1990 un spécimen fut dragué au large de l'Australie mais ce n'est qu'en 2011 que deux spécimens vivants furent découverts au large de Singapour. Une autre population a été découverte au large du Cambodge en 2018.

## Systématique
Le nom valide complet (avec auteur) de ce taxon est Cliona patera (Hardwicke, 1820).
L'espèce a été initialement classée dans le genre Spongia sous le protonyme Spongia patera Hardwicke, 1820.
Cliona patera a pour synonymes :
- Cliona amphitritae (Harting, 1870)
- Poterion amphitritae Harting, 1870
- Poterion neptuni var. cupuliforme Harting, 1870
- Poterion neptuni var. hypocrateriforme Harting, 1870
- Poterion neptuni var. poculiforme Harting, 1870
- Poterion neptuni var. ringens Harting, 1870
- Poterion neptuni Schlegel, 1858
- Poterion patera (Hardwicke, 1820)
- Rhaphiophora patera (Hardwicke, 1820)
- Spongia neptuni Schlegel, 1858
- Spongia patera Hardwicke, 1820